# Dofí de flancs blancs de l'Atlàntic
El dofí de flancs blancs de l'Atlàntic (Lagenorhynchus acutus) és un dofí de coloració característica que viu a les aigües temperades fredes de l'oceà Atlàntic nord. És una mica més gros que la majoria dels altres delfínids. Fa una mica més d'un metre de llarg en néixer; assoleix una mida de 280 cm (mascles) i 250 cm (femelles) en la maduresa. Els adults pesen entre 200 i 230 kg. Les femelles assoleixen la maduresa sexual a l'edat de 6-12 anys i els mascles als 7-11 anys.